# Turxanto
Turxanto (Tourxanthus) foi um governante turco (cã), ativo na segunda metade do século VI. Era filho de Sizábulo e irmão de Tardu. Era um dos oito governantes dos turcos descritos nas fontes bizantinas do período. Foi vitiado em 576 pela embaixada de Valentino, enquanto ainda estava ocupado com os ritos funerários de seu pai. Ele enviou Valentino para visitar Tardu e então enviou um exército contra a cidade bizantina de Bósforo (atual Querche), que foi capturada.